# Liste der Einträge im National Register of Historic Places im Wilkin County

Lage des Wilkin County in Minnesota

Die Liste der Einträge im National Register of Historic Places im Wilkin County in Minnesota führt alle Bauwerke und historischen Stätten im Wilkin County auf, die in das National Register of Historic Places aufgenommen wurden.

## Aktuelle Einträge
| [ 2 ] | Name                              | Bild                              | Eintragsdatum        | Lage                                                                 | Ort          | Beschreibung                                                                     |
| ----- | --------------------------------- | --------------------------------- | -------------------- | -------------------------------------------------------------------- | ------------ | -------------------------------------------------------------------------------- |
| 1     | Femco Farm No. 2                  | Femco Farm No. 2                  | 1980 ID-Nr. 80002184 | County Road 153 46° 27′ 27″ N, 96° 39′ 34″ W                         | Kent         | 1922 errichtete Farm                                                             |
| 2     | J. A. Johnson Blacksmith Shop     | J. A. Johnson Blacksmith Shop     | 1996 ID-Nr. 96000174 | Main Avenue, West Ecke 2nd Street, West 46° 28′ 30″ N, 96° 16′ 58″ W | Rothsay      | 1903 errichtete Schmiede                                                         |
| 3     | David N. Peet Farmstead           |                                   | 1980 ID-Nr. 80002187 | County Road 32 46° 37′ 2″ N, 96° 38′ 43″ W                           | Wolverton    | 1901 errichtete Farm mit Windmühle, Rundscheune und Wohnhaus im Queen Anne-Stil  |
| 4     | Stiklestad United Lutheran Church | Stiklestad United Lutheran Church | 1980 ID-Nr. 80002183 | County Road 17 46° 10′ 39″ N, 96° 24′ 35″ W                          | Doran        | 1897 im neugotischen Stil errichtete lutherische Kirche norwegischer Einwanderer |
| 5     | Tenney Fire Hall                  | Tenney Fire Hall                  | 1980 ID-Nr. 80002186 | Concord Avenue 46° 2′ 21″ N, 96° 27′ 9″ W                            | Tenney       | 1904 errichtete Feuerwache                                                       |
| 6     | Wilkin County Courthouse          | Wilkin County Courthouse          | 1980 ID-Nr. 80002182 | 316 South 5th Street 46° 15′ 37″ N, 96° 35′ 13″ W                    | Breckenridge | 1928 im Beaux-Arts-Stil errichtetes Justiz- und Verwaltungsgebäude des Countys   |
| 7     | Wolverton Public School           | Wolverton Public School           | 1980 ID-Nr. 80002188 | North 1st Street 46° 33′ 55″ N, 96° 44′ 6″ W                         | Wolverton    | 1906 errichtetes und 1917 erweitertes Schulgebäude                               |

## Frühere Einträge
| [ 2 ] | Name      | Bild | Eintragsdatum        | Lage                                                        | Ort     | Beschreibung                                                                                 |
| ----- | --------- | ---- | -------------------- | ----------------------------------------------------------- | ------- | -------------------------------------------------------------------------------------------- |
| 1     | IOOF Hall |      | 1980 ID-Nr. 80002185 | 1st Ave, SW Ecke 1st Street 46° 16′ 0,1″ N, 96° 24′ 47,5″ W | Rothsay | 1899 errichtetes Klubhaus; 1988 abgerissen und zwei Jahre später aus dem Register gestrichen |